# Querbindiger Fallkäfer

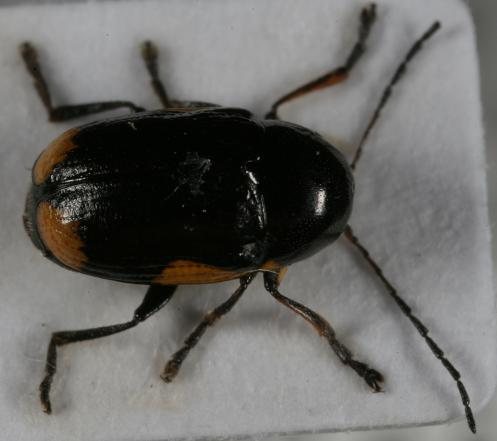
Dorsalansicht des Querbindigen Fallkäfers

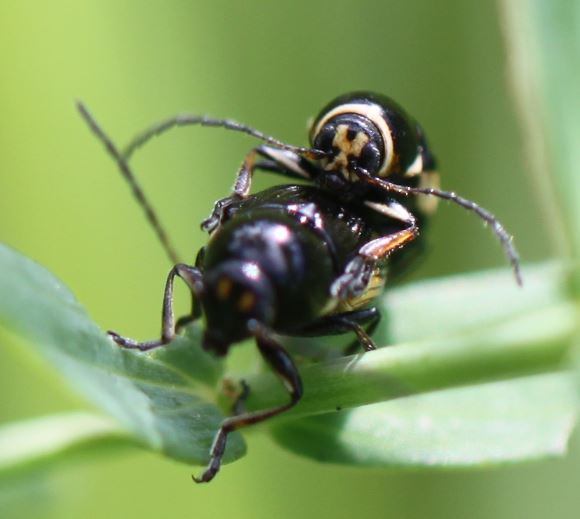
Paarende Käfer, die unterschiedlichen Gesichtszeichnungen von Männchen (oben) und Weibchen klar erkennbar.

Der Querbindige Fallkäfer (Cryptocephalus moraei) ist ein Käfer aus der Familie der Blattkäfer und der Unterfamilie der Fallkäfer (Cryptocephalinae).

## Merkmale des Käfers
Der Käfer hat eine Körperlänge von drei bis fünf Millimetern. Die Grundfarbe des Käfers ist glänzend schwarz. Vorder- und Seitenrand des Halsschildes sind gelb gefärbt. Außerdem befinden sich an der Seite und am Ende der Flügeldecken jeweils ein gelber oder orangegelber Fleck. Form und Färbung der Flecken sind jedoch variabel. Fühler und Beine sind gelb, zum Teil geschwärzt.
Die Männchen haben auf der Stirn eine x-förmige Zeichnung, während beim Weibchen die Stirn zwei rote Längsstriche aufweist.

## Verbreitung
Das Verbreitungsgebiet von Cryptocephalus moraei erstreckt sich über weite Teile Europas und dehnt sich bis in die östliche Paläarktis, nach Kleinasien und in den Kaukasus aus. In Skandinavien reicht das Vorkommen bis nach Südnorwegen, Mittelschweden und Mittelfinnland. Auf den Britischen Inseln kommt die Art hauptsächlich in Südengland vor.

## Lebensweise
Die Käfer fliegen gewöhnlich von Mai bis Juli. Ihr Habitat bilden Feldraine und Hanglagen. Die Käfer findet man meist an Echtem Johanniskraut (Hypericum perforatum) sowie an anderen Johanniskräutern (Hypericum). 
Die Larven leben in einem Larvensack, der ihnen Schutz vor Fressfeinden bietet.